# Uvaria rufa
Uvaria rufa är en kirimojaväxtart som först beskrevs av Michel Félix Dunal, och fick sitt nu gällande namn av Carl Ludwig von Blume. Uvaria rufa ingår i släktet Uvaria och familjen kirimojaväxter. Inga underarter finns listade i Catalogue of Life.